# Rudolf Dittrich (Musiker)
Rudolf E. Dittrich (* 25. April 1861 in Biala, Galizien, Kaisertum Österreich; † 16. Februar 1919 in Wien) war ein österreichischer Musiker.

## Leben
Dittrich lernte seit seiner Kindheit Klavier, Violine und Orgel. Er erhielt seine Ausbildung in Breslau und am Konservatorium der Gesellschaft der Musikfreunde in Wien, wo er das Orgelspiel bei Anton Bruckner und Violine bei Joseph Hellmesberger junior erlernte. Sein Studium schloss er 1882 ab. Danach gab er Konzerte.
1888 wurde er als Kontraktausländer zum Direktor des „Konservatoriums Tokio“, das später mit der Kunsthochschule zur heute noch existierenden Tokyo National University of Fine Arts and Music zusammengelegt wurde, berufen. Er unterrichtete westliche E-Musik, insbesondere auch Komposition und Gesang. Er komponierte die Musik zur Proklamation der Meiji-Verfassung; den Text steuerte Izawa Shūji bei. Außerdem erstellte er ein Liederbuch für die Grundschule mit japanischen Texten. 
1894 kehrte er nach Österreich zurück, wurde 1901 Hoforganist und 1906 Professor an der Akademie der Tonkunst in Wien. In Österreich gab er zwei Bände mit japanischen Partituren heraus. Rudolf Dittrich war einer der ersten arrivierten westlichen Musiker in Japan.
Seine Frau Petronilla, geb. von Kammer (* 15. September 1860; † 4. Januar 1891 in Tōkyō), war bis zu ihrem frühen Tod ebenfalls am Konservatorium Tokio tätig.
Sein Enkel war der japanische Schauspieler Jun Negami.

## Werke
- Nippon Gakufu (日本楽譜), sechs japanische Volkslieder, gesammelt und für das Klavier bearbeitet. Leipzig; Brüssel; London; New York: Breitkopf & Härtel 1895.
- Rakubai (落梅), „Fallende Pflaumenblüten“. Leipzig und London 1895.